# Kołuda Mała
Kołuda Mała – wieś w Polsce położona w województwie kujawsko-pomorskim, w powiecie inowrocławskim, w gminie Janikowo.
| SIMC    | Nazwa   | Rodzaj    |
| ------- | ------- | --------- |
| 1028845 | Działki | część wsi |

W latach 1975–1998 miejscowość administracyjnie należała do województwa bydgoskiego.
We wsi znajduje się klasycystyczny pałac. Budowla piętrowa, wzniesiona na planie wydłużonego prostokąta. Nad piętrem mezzanin, całość nakryta łagodnym czterospadowym dachem. W fasadzie okazały portyk kolumnowy w wielkim porządku. Do korpusu przylegają parterowe skrzydła, przy czym zachodnie łączy się z obszernym parterowym pawilonem. W budynku po generalnym remoncie trwają ostatnie prace wykończeniowe.
Od końca XIX w. do 1939 r. majątek należał do Marii Działowskiej i rodziny Donimirskich.

## Zabytki
Według rejestru zabytków NID na listę zabytków wpisany jest zespół pałacowy z poł. XIX w., nr rej.: A/458/1-3 z 20.10.1995:
- pałac
- park
- ogrodzenie z bramą.

## Media
Kołudę Małą swoim zasięgiem obejmują media ze stolicy gminy.
- Portal miejski i gminny ejanikowo.pl - FAKTY I OPINIE[8]
- Lokalna telewizja kablowa JanSat